# Palacio de Justicia del Condado de DeKalb (Illinois)
El Palacio de Justicia del Condado de DeKalb se encuentra ubicado en la sede de condado del condado de DeKalb, Illinois, en la ciudad de Sycamore. La estructura del neoclasicismo se encuentra ubicada en la Ruta de Illinois 64. El actual palacio de justicia fue construido en 1905. El actual edificio es el tercer edificio con el nombre "Palacio de Justicia del Condado de DeKalb" ("DeKalb County Courthouse"). El Palacio de Justicia del Condado de DeKalb funciona como el principal centro judicial del condado y es una propiedad contribuidora al Distrito Histórico de Sycamore. El distrito fue agregado al Registro Nacional de Lugares Históricos en 1978. Ya que ha sido el Palacio de Justicia por más de un siglo, el sitio ha sido escenario de muchos casos, incluyendo casos famosos sobre asesinos.